# Histoire de l'imprimerie en Bretagne

Lieu d’impression d’incunables en Europe au XVe siècle.

L’imprimerie s’est implantée en Bretagne à la fin du XVe siècle, avec un certain retard sur la Normandie (Caen), l'Anjou (Angers) ou le Poitou (Poitiers), où « l'art sublime » arrivait dans la décennie 1480-1490. Son apparition simultanée en trois places (Bréhan, Rennes et Tréguier) ne doit rien au hasard : les trois ateliers vont utiliser des matériels de même provenance, peut-être débarqués à Tréguier, assurément venant de Flandre.

## À Bréhan
À l'initiative d'un cadet de famille, Jean I de Rohan, seigneur du Gué-de-l'Isle de 1463 à 1493, par ailleurs propriétaire d'un des premiers moulins à papier bretons (à la Ville Jégu en Bréhan), sort en décembre 1484 la première pièce imprimée en Bretagne, dans l'atelier de Robin Foucquet et de son assistant Jean Crès à Bréhan (non loin de Rohan et La Chèze) : le Trepassement Notre Dame.
En moins d'une année, onze ou douze incunables, le plus souvent de modeste proportion, vont sortir de Bréhan. Et puis « un jour l'imprimerie s'en fut de Bréhan pour n'y plus revenir » selon la formule de Michel Simonin : on retrouve ultérieurement Jean Crès imprimant, seul cette fois, et avec un nouveau matériel, quatre autres incunables à l'abbaye Notre-Dame de Lantenac (près de La Chèze) entre 1485 et 1493.
Mais l'exemple de Bréhan est bientôt suivi, en 1485, par deux autres ateliers, l'un à Tréguier et l'autre à Rennes : les trois ateliers ont sans doute démarré en même temps, mais s'attaquant à des productions sensiblement plus importantes, les deux autres ateliers ont tardé à sortir leur premier incunable. Le quatrième atelier est celui de Jean Crès à Lantenac, le cinquième celui d'Étienne Larcher (Estienne du Pré, dit Larchier) à Nantes ; qui ne fonctionne qu'à partir de 1493.
Le monastère de Saint-François de Cuburien, situé près de Morlaix, a aussi créé l'une des premières imprimeries bretonnes.

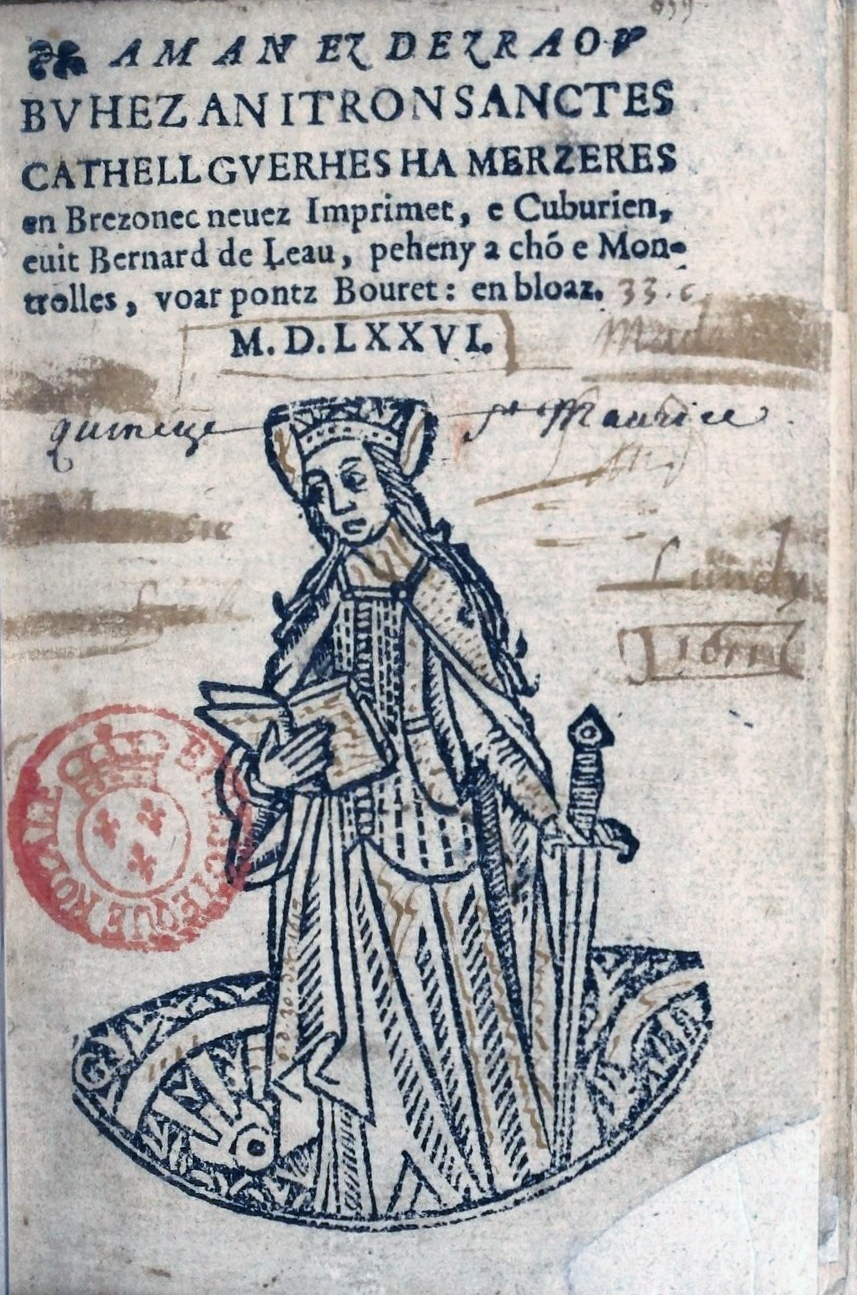
Livre en breton imprimé en 1576 au monastère de Cuburien